# Uuranjärvi
Uuranjärvi är en sjö i Finland. Den ligger i kommunerna Keuru och Multia i landskapet Mellersta Finland, i den centrala delen av landet, 250 km norr om huvudstaden Helsingfors. Uuranjärvi ligger 185,9 meter över havet. Arean är 4,01 kvadratkilometer och strandlinjen är 16,72 kilometer lång. Sjön  ingår i Kumo älvs huvudavrinningsområde.   I omgivningarna runt Uuranjärvi växer i huvudsak blandskog. Den sträcker sig 4,9 kilometer i nord-sydlig riktning, och 2,7 kilometer i öst-västlig riktning.
I övrigt finns följande i Uuranjärvi:
- Korkatinsaari (en ö)